# Papa Bonifaciu al VIII-lea
Papa Bonifaciu al VIII-lea (n. 1235, Anagni, Lazio, Regatul Italiei – d. 11 octombrie 1303, Roma, Statele Papale) a fost un papă al Romei în perioada 1294-1303. 
Prin bula In supremae praeminentia dignitatis de la 20 aprilie 1303, a pus bazele Universității Sapienza din Roma, cea mai mare și cea mai veche universitate de stat din Roma.
În conflictul cu familia Colonna a dispus distrugerea fiefurilor acesteia, anume localitățile Colonna, Zagarola și Palestrina.
În cursul conflictului legat de impozitarea clerului în Franța, după arestarea legatului papal din ordinul regelui Filip al IV-lea cel Frumos în anul 1301, a emis bula Unam Sanctam (1302). Acest document a adâncit conflictul cu Franța, fapt care a dus la exilul papalității la Avignon (1309-1377).